# Tinodes consuetus
Tinodes consuetus är en nattsländeart som beskrevs av Mclachlan 1871. Tinodes consuetus ingår i släktet Tinodes och familjen tunnelnattsländor. Inga underarter finns listade i Catalogue of Life.